# Legion (serial telewizyjny)
Legion – amerykański serial telewizyjny (dramat, thriller psychologiczny, science fiction) wyprodukowany przez 26 Keys Productions, The Donners' Company, Bad Hat Harry Productions, Kinberg Genre, Marvel Television oraz FX Productions. Serial jest luźną adaptacją komiksów o tym samym tytule autorstwa Chrisa Claremonta i Billa Sienkiewicza.
Legion jest emitowany od 8 lutego 2017 roku przez FX, a w Polsce od 9 lutego 2017 roku przez Fox Polska.

## Fabuła
Serial opowiada o Davidzie Hallerze, który często jako nastolatek przebywał w szpitalach psychiatrycznych w związku ze swoją chorobą, schizofrenią. Podczas jednego z pobytów w szpitalu spotyka jednego z pacjentów, który uświadamia mu, że głosy i wizje, które widzi, są prawdziwe.

## Obsada

### Główna
- Dan Stevens jako David Haller[3]
- Rachel Keller jako Sydney "Syd" Barrett[4]
- Aubrey Plaza jako Lenny "Cornflakes" Busker[3]
- Bill Irwin jako Cary Loudermilk
- Jeremie Harris jako Ptonomy Wallace[5]
- Amber Midthunder jako Kerry Loudermilk[6]
- Katie Aselton jako Amy Haller[7]
- Kyja Sutton jako Amy
- Jean Smart jako Melanie Bird[8]

### Drugoplanowe
- David Selby jako a członek Division 3
- Ellie Ariaza jako Philly[9]
- Quinton Boisclair jako the Devil with the Yellow Eyes
- Jemaine Clement jako Oliver Bird[10]

### Gościnne występy
- Hamish Linklater jako the śledczy Division 3.
- David Ferry jako Dennis Kissinger
- Mackenzie Gray jako The Eye
- Scott Lawrence jako Poole
- Tatyana Forrest jako matka Hallera
- Dario Giordani jako ojciec Hallera

## Odcinki
| Sezon | Sezon | Odcinki | Oryginalna emisja FX | Oryginalna emisja FX | Oryginalna emisja Fox Polska | Oryginalna emisja Fox Polska | Oryginalna emisja Fox Polska |
| Sezon | Sezon | Odcinki | Premiera sezonu      | Finał sezonu         | Premiera sezonu              | Finał sezonu                 |                              |
| ----- | ----- | ------- | -------------------- | -------------------- | ---------------------------- | ---------------------------- | ---------------------------- |
|       | 1     | 8       | 8 lutego 2017        | 29 marca 2017        | 9 lutego 2017                | 30 marca 2017                |                              |
|       | 2     | 11      | 3 kwietnia 2018      | 12 czerwca 2018      | 5 kwietnia 2018              | 14 czerwca 2018              |                              |
|       | 3     | 8       | 24 czerwca 2019      | 12 sierpnia 2019     | 27 czerwca 2019              | 15 sierpnia 2019             |                              |

### Sezon 1 (2017)
| Nr | # | Tytuł                  | Reżyseria         | Scenariusz        | Premiera FX    | Premiera Fox Polska |
| -- | - | ---------------------- | ----------------- | ----------------- | -------------- | ------------------- |
| 1  | 1 | 'Rozdział 1' Chapter 1 | Noah Hawley       | Noah Hawley       | 15 lutego 2017 | 16 lutego 2017      |
| 2  | 2 | 'Rozdział 2' Chapter 2 | Michael Uppendahl | Noah Hawley       | 15 lutego 2017 | 16 lutego 2017      |
| 3  | 3 | 'Rozdział 3' Chapter 3 | Michael Uppendahl | Peter Calloway    | 22 lutego 2017 | 23 lutego 2017      |
| 4  | 4 | 'Rozdział 4' Chapter 4 | Larysa Kondracki  | Nathaniel Halpern | 1 marca 2017   | 2 marca 2017        |
| 5  | 5 | 'Rozdział 5' Chapter 5 | Tim Mielants      | Peter Calloway    | 8 marca 2017   | 9 marca 2017        |
| 6  | 6 | 'Rozdział 6' Chapter 6 | Hiro Murai        | Nathaniel Halpern | 15 marca 2017  | 16 marca 2017       |
| 7  | 7 | 'Rozdział 7' Chapter 7 | Dennie Gordon     | Jennifer Yale     | 22 marca 2017  | 23 marca 2017       |
| 8  | 8 | 'Rozdział 8' Chapter 8 | Michael Uppendahl | Noah Hawley       | 29 marca 2017  | 30 marca 2017       |

### Sezon 2 (2018)
| Nr | #  | Tytuł                    | Reżyseria         | Scenariusz                      | Premiera FX      | Premiera Fox Polska |
| -- | -- | ------------------------ | ----------------- | ------------------------------- | ---------------- | ------------------- |
| 9  | 1  | 'Rozdział 9' Chapter 9   | Tim Mielants      | Noah Hawley & Nathaniel Halpern | 3 kwietnia 2018  | 5 kwietnia 2018     |
| 10 | 2  | 'Rozdział 10' Chapter 10 | Ana Lily Amirpour | Noah Hawley & Nathaniel Halpern | 10 kwietnia 2018 | 12 kwietnia 2018    |
| 11 | 3  | 'Rozdział 11' Chapter 11 | Sarah Adina Smith | Noah Hawley & Nathaniel Halpern | 17 kwietnia 2018 | 19 kwietnia 2018    |
| 12 | 4  | 'Rozdział 12' Chapter 12 | Ellen Kuras       | Noah Hawley & Nathaniel Halpern | 24 kwietnia 2018 | 26 kwietnia 2018    |
| 13 | 5  | 'Rozdział 13' Chapter 13 | Tim Mielants      | Noah Hawley & Nathaniel Halpern | 1 maja 2018      | 3 maja 2018         |
| 14 | 6  | 'Rozdział 14' Chapter 14 | John Cameron      | Noah Hawley                     | 8 maja 2018      | 10 maja 2018        |
| 15 | 7  | 'Rozdział 15' Chapter 15 | Charlie McDowell  | Noah Hawley & Nathaniel Halpern | 15 maja 2018     | 17 maja 2018        |
| 16 | 8  | 'Rozdział 16' Chapter 16 | Jeremy Webb       | Noah Hawley & Jordan Crair      | 22 maja 2018     | 24 maja 2018        |
| 17 | 9  | 'Rozdział 17' Chapter 17 | Noah Hawley       | Noah Hawley & Nathaniel Halpern | 29 maja 2018     | 31 maja 2018        |
| 18 | 10 | 'Rozdział 18' Chapter 18 | Dana Gonzales     | Noah Hawley, Nathaniel Halpern  | 5 czerwca 2018   | 7 czerwca 2018      |
| 19 | 11 | 'Rozdział 19' Chapter 19 | Keith Gordon      | Noah Hawley                     | 12 czerwca 2018  | 14 czerwca 2018     |

### Sezon 3 (2019)
| Nr | # | Tytuł                    | Reżyseria                 | Scenariusz                               | Premiera FX      | Premiera Fox Polska |
| -- | - | ------------------------ | ------------------------- | ---------------------------------------- | ---------------- | ------------------- |
| 20 | 1 | 'Rozdział 20' Chapter 20 | Andrew Stanton            | Noah Hawley, Nathaniel Halpern           | 24 czerwca 2019  | 27 czerwca 2019     |
| 21 | 2 | 'Rozdział 21' Chapter 21 | Carlos López Estrada      | Noah Hawley, Olivia Dufault, Kate Thulin | 1 lipca 2019     | 4 lipca 2019        |
| 22 | 3 | 'Rozdział 22' Chapter 22 | John Cameron              | Nathaniel Halpern                        | 8 lipca 2019     | 11 lipca 2019       |
| 23 | 4 | 'Rozdział 23' Chapter 23 | Daniel Kwan               | Olivia Dufault, Charles Yu               | 15 lipca 2019    | 18 lipca 2019       |
| 24 | 5 | 'Rozdział 22' Chapter 24 | Arkasha Stevenson         | Olivia Dufault, Ben H. Winters           | 22 lipca 2019    | 25 lipca 2019       |
| 25 | 6 | 'Rozdział 25' Chapter 25 | John Cameron              | Noah Hawley                              | 29 lipca 2019    | 1 sierpnia 2019     |
| 26 | 7 | 'Rozdział 26' Chapter 26 | Dana Gonzales             | Noah Hawley, Olivia Dufault              | 5 sierpnia 2019  | 8 sierpnia 2019     |
| 27 | 8 | 'Rozdział 27' Chapter 27 | Noah Hawley, John Cameron | Noah Hawley, Olivia Dufault              | 12 sierpnia 2019 | 15 sierpnia 2019    |

## Produkcja
15 października 2015 stacja kablowa FX ogłosiła zamówienie pilotowego odcinka Legionu, a 31 maja 2016 oficjalnie ogłosiła zamówienie pierwszego sezonu serialu.
6 stycznia 2016 roku Rachel Keller dołączyła do obsady dramatu. W lutym 2016 roku ogłoszono, że główną rolę zagra Dan Stevens, a do obsady dołączyli Aubrey Plaza, Jean Smart, Jeremie Harris. Kolejnym miesiącu do serialu dołączyły: Amber Midthunder oraz Katie Aselton. 9 października 2016 roku ogłoszono, że Jemaine Clement dołączył do obsady głównej. 9 lutego 2017 roku Ellie Ariaza dołączyła do dramatu w roli powracającej.
15 marca 2017 stacja FX zamówiła drugi sezon, a 1 czerwca 2018 przedłużyła serial o trzeci sezon.